# Route B5 (Chypre)
Pour les articles homonymes, voir B5 et Route B5.
La route B5 est une route chypriote reliant Larnaca à Kofínou,.

## Tracé
- Larnaca
- Alethriko
- Anglisides
- Kofínou